# Nam vương Thế giới 2000
Nam vương Thế giới 2000 là cuộc thi Nam vương Thế giới lần thứ ba, được tổ chức tại Crieff Hydro Hotel ở Perthshire, Scotland, vào ngày 13 tháng 10 năm 2000. Sandro Finoglio đến từ Venezuela trao vương miện cho người kế nhiệm là Ignacio Kliche đến từ Uruguay.

## Kết quả

### Thứ hạng
| Thứ hạng                | Thí sinh |
| ----------------------- | --- |
| Nam vương Thế giới 2000 | - Uruguay — Ignacio Kliche Longardi |
| Á vương 1               | - Đức — Marcello Barkowski |
| Á vương 2               | - Hoa Kỳ — Dante Spencer |
| Top 5                   | - Bahamas — Neil Paris Dames - Croatia — Lav Stipic                                                                                    |
| Top 10                  | - Argentina — Matias Beck - Brasil — Ramilio Zampiron - Liban — Omar Mehyo - México — Guido Quiles - Venezuela — Alejandro Otero Lárez |

## Các thí sinh
32 thí sinh dự thi.
| Quốc gia/vùng lãnh thổ | Thí sinh                         | Tuổi | Chiều cao               | Quê quán       | T.k.   |
| ---------------------- | -------------------------------- | ---- | ----------------------- | -------------- | ------ |
| Angola                 | Jorge Nelson dos Santos Clemente | 25   | 1,85 m (6 ft 1 in)      | Luanda         | [ 2 ]  |
| Anh Quốc               | Mark John Phoenix                | 22   | 1,90 m (6 ft 3 in)      | Aberdeen       | [ 3 ]  |
| Argentina              | Matias Beck                      | 23   | 1,90 m (6 ft 3 in)      | Buenos Aires   | [ 4 ]  |
| Bahamas                | Neil Paris Dames                 | 25   | 1,84 m (6 ft 1⁄2 in)    | Nassau         | [ 5 ]  |
| Bỉ                     | Maurizio Milazzo                 | 25   | 1,86 m (6 ft 1 in)      | Limburg        | [ 6 ]  |
| Bolivia                | Wilson Rojas Cuellar             | 23   | 1,85 m (6 ft 1 in)      | Cochabamba     | [ 7 ]  |
| Brasil                 | Ramilio Zampiron Júnior          | 27   | 1,86 m (6 ft 1 in)      | Brasília       | [ 8 ]  |
| Bulgaria               | Angel Bonev                      | 23   | 1,92 m (6 ft 3+1⁄2 in)  | Sofia          | [ 9 ]  |
| Colombia               | Ángel Ulloa Rodríguez            | 20   | 1,87 m (6 ft 1+1⁄2 in)  | Medellín       | [ 10 ] |
| Croatia                | Lav Stipić                       | 21   | 1,89 m (6 ft 2+1⁄2 in)  | Zagreb         | [ 11 ] |
| Đức                    | Marcello Barkowski               | 22   | 1,88 m (6 ft 2 in)      | Berlin         | [ 12 ] |
| Guatemala              | Juan Pablo Olyslager Muñoz       | 25   | 1,80 m (5 ft 11 in)     | Guatemala City | [ 13 ] |
| Hoa Kỳ                 | Dante Spencer                    | 24   | 1,89 m (6 ft 2+1⁄2 in)  | San Diego      | [ 14 ] |
| Hồng Kông              | Ming Lok Lam                     | 19   | 1,78 m (5 ft 10 in)     | Hong Kong      | [ 15 ] |
| Hy Lạp                 | Christos Dimas                   | 23   | 1,86 m (6 ft 1 in)      | Athens         | [ 16 ] |
| Ireland                | Padraig Hearns                   | 25   | 1,83 m (6 ft 0 in)      | County Wicklow | [ 17 ] |
| Israel                 | Eran Eliyahoo                    | 24   | 1,85 m (6 ft 1 in)      | Haifa          | [ 18 ] |
| Liban                  | Omar Mehyo                       | 21   | 1,83 m (6 ft 0 in)      | Beirut         | [ 19 ] |
| México                 | Guido Quiles                     | 23   | 1,90 m (6 ft 3 in)      | Mexico City    | [ 20 ] |
| Nam Tư                 | Nikola Bogdanović                | 25   | 1,92 m (6 ft 3+1⁄2 in)  | Novi Sad       | [ 21 ] |
| Nga                    | Yuriy Yegorov                    | 21   | 1,91 m (6 ft 3 in)      | Yekaterinburg  | [ 22 ] |
| Philippines            | Roderick Dilla Salvador          | 24   | 1,83 m (6 ft 0 in)      | Baguio         | [ 23 ] |
| Puerto Rico            | Frank Daniel Rodríguez Robles    | 26   | 1,88 m (6 ft 2 in)      | Ponce          | [ 24 ] |
| Singapore              | Lionel Loke Yee Lui              | 25   | 1,78 m (5 ft 10 in)     | Singapore      | [ 25 ] |
| Slovenia               | Jurij Bradač                     | 27   | 1,87 m (6 ft 1+1⁄2 in)  | Maribor        | [ 26 ] |
| Sri Lanka              | Duminda de Silva                 | 27   | 1,82 m (5 ft 11+1⁄2 in) | Colombo        | [ 27 ] |
| Tây Ban Nha            | Manuel Roldán García             | 25   | 1,88 m (6 ft 2 in)      | Andalucía      | [ 28 ] |
| Thổ Nhĩ Kỳ             | Şenol İpek                       | 24   | 1,84 m (6 ft 1⁄2 in)    | Istanbul       | [ 29 ] |
| Ukraina                | Maxim Yali                       | 21   | 1,85 m (6 ft 1 in)      | Kyiv           | [ 30 ] |
| Uruguay                | Ignacio Kliche Longardi          | 22   | 1,84 m (6 ft 1⁄2 in)    | Montevideo     | [ 31 ] |
| Venezuela              | Alejandro Otero Lárez            | 26   | 1,87 m (6 ft 1+1⁄2 in)  | Caracas        | [ 32 ] |
| Zambia                 | Kabanda Lilanda                  | 20   | 1,80 m (5 ft 11 in)     | Lusaka         | [ 33 ] |